# Chartreuse (color)
El Chartreuse s'anomena així per la semblança de color que té amb el licor francès Chartreuse.
El color complementari (oposat) d'aquest és el violeta.

## ChartreuseVSgroc Chartreuse
Abans que el color Chartreuse s'inventés als 1990, es coneixia per color Chartreuse l'actual groc Chartreuse (un groc verdós).
Actualment se solen distingir un de l'altre anomenant-los verd Chartreuse i groc Chartreuse.